# Sojusz Zaniepokojonych Nauczycieli
Sojusz Zaniepokojonych Nauczycieli (ang. Alliance of Concerned Teachers, ACT-Teachers) – filipińska organizacja oraz partia polityczna zrzeszająca nauczycieli, pracowników akademickich i innych pracowników oświaty na Filipinach. Została założona 26 czerwca 1982 (od 2008 działa również jako partia polityczna). Jest to największa organizacja w kraju, która regularnie przeprowadza kampanie na rzecz praw ekonomicznych i politycznych nauczycieli oraz innych pracowników oświaty.

## Historia
W 1989 ACT odniosła sukces w kampanii na rzecz wyższych zarobków w wysokości 32 peso miesięcznie, a także podwyższenia świadczeń dla nauczycieli. Osiągnięto to po strajku nauczycieli szkół publicznych od 24 lipca do 12 sierpnia.
30 września 2005 została zamordowana członkini rady krajowej ACT Vitoria Samonte, co nazwano pogwałceniem praw człowieka. Inny członek rady narodowej, Napoleon Pornasdoro, został zamordowany 27 lutego 2006. Oboje pełnili również funkcje sekretarzy generalnych Południowych Nauczycieli Tagalskich na rzecz Rozwoju.
W 2008 osoby zrzeszone w ACT założyły partię polityczną ACT Teachers Partylist, która weszła w skład lewicowej koalicji Makabayang Koalisyon ng Mamamayan, z której startowały osoby w wyborach powszechnych na Filipinach w 2010, 2013, 2016, 2019.

### Wyniki w wyborach
| Wybory | Poparcie | Zmiana punktów procentowych | Mandaty | Zmiana |
| ------ | -------- | --------------------------- | ------- | ------ |
| 2010   | 1,26%    | –                           | 1       | –      |
| 2013   | 1,66%    | 0,40                        | 1       | –      |
| 2016   | 3,31%    | 1,65                        | 2       | 1      |
| 2019   | 1,42%    | 1,89                        | 1       | 1      |
| 2022   | 0,90%    | 0,59                        | 1       | –      |